# 宝兴淫羊藿
宝兴淫羊藿（学名：Epimedium davidii）为小檗科淫羊藿属下的一个种。

## 扩展阅读
- 維基物種上的相關：宝兴淫羊藿